# سمفونی سرزمین‌های طلسم‌شده ۲: راز تاریک
سمفونی سرزمین‌های طلسم‌شده ۲: راز تاریک (به انگلیسی: Symphony of Enchanted Lands II - The Dark Secret)  ششمین آلبوم استودیویی گروه سمفونیک پاور متال ایتالیایی راپسودی (بعدتر راپسودی آو فایر) است که در  ۲۷ سپتامبر ۲۰۰۴ توسط مجیک سیرکل میوزیک منتشر شد. این آلبوم که نخستین فصل از حماسه‌ای تازه باعنوان حماسهٔ «راز تاریک» را روایت می‌کند، آخرین آلبومی است که پیش از تغییر نام گروه به راپسودی آو فایر تحت نام راپسودی انتشار یافت.

## فهرست آهنگ‌ها
آلبوم «سمفونی سرزمین‌های طلسم‌شدهٔ ۲: راز تاریک» شامل ۱۲ ترک است که ترانه‌نویسی تمامی آنها را لوکا توریلی انجام داده و آهنگسازی آن برعهدهٔ توریلی و آلکس استاروپولی بوده است. استاروپولی همچنین کار تنظیم‌های سمفونیک و ارکسترال را برعهده داشته‌است. فهرست ترانه‌های این آلبوم به شرح زیر است:
| شماره ترک | عنوان                                              | مدت‌زمان |
| --------- | -------------------------------------------------- | ------- |
| ۱         | The Dark Secret - Ira Divina                       | ۴:۱۲    |
| ۲         | Unholy Warcry                                      | ۵:۵۳    |
| ۳         | Never Forgotten Heroes                             | ۵:۳۲    |
| ۴         | Green Valleys                                      | ۲:۱۹    |
| ۵         | The Magic of the Wizard's Dream                    | ۴:۳۰    |
| ۶         | Erian's Mystical Rhymes - The White Dragon's Order | ۹:۱۵    |
| ۷         | The Last Angel's Call                              | ۴:۳۶    |
| ۸         | Dragonland's Rivers                                | ۳:۴۴    |
| ۹         | Sacred Power of Raging Winds                       | ۱۰:۰۶   |
| ۱۰        | Guardiani del Destino                              | ۵:۵۰    |
| ۱۱        | Shadows of Death                                   | ۸:۱۳    |
| ۱۲        | Nightfall on the Grey Mountains                    | ۷:۲۰    |

این آلبوم همچنین به‌صورت محدود در ۳۰٬۰۰۰ نسخه همراه با یک دی‌وی‌دی ۴۰ دقیقه‌ای به شرح زیر منتشرشد:
| شماره کلیپ | عنوان                              | مدت‌زمان |
| ---------- | ---------------------------------- | ------- |
| ۱          | Making Of This Album               | ۱۵:۲۴   |
| ۲          | Clip "Unholy Warcry" Epic Version  | ۱۰:۳۶   |
| ۳          | Clip "Unholy Warcry" EP Version    | ۴:۵۰    |
| ۴          | Clip "Unholy Warcry" Short Version | ۴:۱۷    |
| ۵          | Making Of The Clip "Unholy Warcry" | ۴:۴۲    |
| ۶          | The Art Work                       | ۳:۲۵    |

## اعضا
اصلی
- فابیو لیونه – خواننده
- لوکا توریلی - گیتار
- آلکس استاروپولی - کیبورد
- پاتریس گر – گیتار بیس
- آلکس هولتزوارت - درام

مهمان
- کریستوفر لی – در نقش شاه جادوگر
- توبی ادینگتون – در نقش ایراس آلگور
- ارکستر فیلارمونیک بوهوسلاو مارتینو
- گروه کُر آکادمی برنو
- ژاروسلاو ژانوستیک، پاکلاو کانیوک – فاگوت
- الکساندر ارمل، داوید کفر، اریش هولین، هانا اسکارپووا، زوزانا ارملووا – ویلن سل
- پائولینا فان لارهوفن – ویول
- دانا بزکوا، یوراژ پتروویچ، لوسی دوملرووا، پاول نوواک – ویولا
- آنتونین تیچاچک، امیل نوسک، هانا روسارووا، هانا تزارووا، دانا بلاهوتووا، ژوزف گریک و دیگران – ویلن
- بریجت فوگله، پروین مور – کُر مقدس الگارد
- چینزیا ریتزو، گریت گوبل، میرو رودنبرگ، اولاف هایر، رابرت هونکه-ریتزو، توماس رتکه – کُر حماسی
- آلس پاولورک، جیری کوندل – کلارینت
- یوزف هوراک، میشال پاسما، پاول یوریک – کنترباس
- یانا هولاسکووا، ولادیمیر ودیکا – فلوت
- فرانتیسک ویسکوچیل، رودلف لینر – فرنچ هورن
- دومینیک لورکین – گیتار ریتم
- لوسی واپووا – چنگ
- استفان هورتز -  هارپسیکورد
- سورین لئوپولد – لوت
- کریستا هالووا، سواتوپلوک هولاسک – ابوا
- مانوئل استاروپولی – فلوت ریکوردر باروک
- یوهانس مونو – گیتار کلاسیک
- میشائیلا اسلامووا، میروسلاو کریوانک، ویکتور کوزانک – کوارتت زهی
- ایوان درینووسکی، میلان تزار، رومن اسکلنار – ترومبون
- پاول اسکوپال، روستیسلاو کیلار، زدنک ماچک – ترومپت
- میلوسلاو زواچک – توبا